# Зајерсберг-Пирка
Зајерсберг-Пирка град је у Аустрији у покрајини Штајерска.

## Становништво
| 1981. | 1991. | 2001. | 2011.  |
| ----- | ----- | ----- | ------ |
| 5.743 | 6.982 | 8.709 | 10.511 |

По процени из 2016. у граду је живело 11051 становника.